# Меджа, Хенри
Хенри Атола Меджа (англ. Henry Atola Meja; род. 6 декабря 2001, Какамега) — кенийский футболист, нападающий шведского АИК и национальной сборной Кении.

## Клубная карьера
На юношеском уровне выступал в Кении за «Грин Коммандос» и «Лихрембе Арсенал». С последними выиграл два турнира на кубок сенатора Клеофаса Малалы, в который становился лучшим бомбардиром. В январе 2020 года перебрался в столичный «Таскер», где в это время выступал его старший брат, подписав с клубом контракт, рассчитанный на три года. 13 декабря забил свой первый мяч в кенийской премьер-лиге. В матче с действующим чемпионом «Гор Махиа» Меджа вышел на замену во втором тайме и забил победный мяч, благодаря чему его команда выиграла со счётом 2:1. В январе 2021 года он записал на свой счёт четыре гола и одну результативную передачу, в связи с чем получил награду лучшего игрока месяца. В марте появилась информация об интересе к нападающему со стороны египетского «Замалека» и  танзанийского «Симбы». По итогам сезона Меджа принял участие в 9 матчах своей команды, в которых забил 11 мячей. «Таскер» в турнирной таблице занял первую строчку и впервые с 2016 года стал чемпионом страны.
3 сентября 2021 года Меджа подписал со шведским АИК контракт, рассчитанный на пять лет. Кениец присоединился к команде после получения разрешения на работу. Официально контракт вступит в силу с января 2022 года, после открытия трансферного окна в Швеции.

## Карьера в сборных
Выступал за юношеские и молодёжные сборные Кении. В феврале 2021 года впервые был вызван в национальную сборную Кении на мартовские товарищеские игры с Южным Суданом и Танзанией. 13 февраля в матче с южносуданцами дебютировал в её составе, выйдя на замену на 78-й минуте вместо автора единственного гола в матче Элвиса Рупии.

## Личная жизнь
В детстве занимался регби. Его брат Сэмми Меджа также футболист, выступал за национальную сборную Кении.

## Достижения
Таскер:
- Чемпион Кении: 2020/21

## Клубная статистика
| Выступление      | Выступление      | Выступление      | Лига | Лига | Кубки | Кубки | Конт. кубки | Конт. кубки | Итого | Итого |
| Клуб             | Лига             | Сезон            | Игры | Голы | Игры  | Голы  | Игры        | Голы        | Игры  | Голы  |
| ---------------- | ---------------- | ---------------- | ---- | ---- | ----- | ----- | ----------- | ----------- | ----- | ----- |
| Таскер           | Премьер-лига     | 2020/21          | 9    | 11   | 0     | 0     | 0           | 0           | 9     | 11    |
| Таскер           | Итого            | Итого            | 9    | 11   | 0     | 0     | 0           | 0           | 9     | 11    |
| Всего за карьеру | Всего за карьеру | Всего за карьеру | 9    | 11   | 0     | 0     | 0           | 0           | 9     | 11    |

## Статистика в сборной
| Матчи и голы Хенри Меджи за национальную сборную Кении | Матчи и голы Хенри Меджи за национальную сборную Кении | Матчи и голы Хенри Меджи за национальную сборную Кении | Матчи и голы Хенри Меджи за национальную сборную Кении | Матчи и голы Хенри Меджи за национальную сборную Кении | Матчи и голы Хенри Меджи за национальную сборную Кении |
| №                                                      | Дата                                                   | Оппонент                                               | Счёт                                                   | Голы                                                   | Соревнование                                           |
| ------------------------------------------------------ | ------------------------------------------------------ | ------------------------------------------------------ | ------------------------------------------------------ | ------------------------------------------------------ | ------------------------------------------------------ |
| 1                                                      | 13 марта 2021                                          | Южный Судан                                            | 1:0                                                    | 0                                                      | Товарищеский матч                                      |
| 2                                                      | 15 марта 2021                                          | Танзания                                               | 2:1                                                    | 0                                                      | Товарищеский матч                                      |
| 3                                                      | 5 сентября 2021                                        | Руанда                                                 | 1:1                                                    | 0                                                      | Отборочный матч ЧМ-2022                                |
| 4                                                      | 7 октября 2021                                         | Мали                                                   | 0:5                                                    | 0                                                      | Отборочный матч ЧМ-2022                                |
| 5                                                      | 10 октября 2021                                        | Мали                                                   | 0:1                                                    | 0                                                      | Отборочный матч ЧМ-2022                                |

Итого:5 матчей и 0 голов; 2 победы, 1 ничья, 2 поражения.